# C/2011 L4
泛星彗星（英語：C/2011 L4）是2011年6月6日在泛星計畫望远镜发现的非周期彗星，最终它以泛星計畫的英文缩写PANSTARRS命名。

## 觀測史
泛星彗星在发现时视星等为19等。到了2012年5月，已经增亮到13.5等，可以在灯光污染较少的地方通过大型的业余望远镜观测到。2013年2月7日，泛星彗星視星等約為6等。3月的前幾週從兩個半球都可見，並於2013年3月5日經過近地點，距離為1.09天文单位。泛星彗星於2013年3月 10日到達近日點。最初的估計預測泛星彗星將會變亮達視星等0等。2012年10月的估計預測泛星彗星可能會增亮至−4等（相當於金星）。2013年1月，增亮速度明顯放緩，表明它可能只會增亮到1等。在2月間，亮度曲線顯示近日點星等約為2等。
然而，長期光變曲線的研究表明，泛星彗星在距離太陽3.6個天文單位且星等為5.6等時發生了“遲緩現象”。亮度增加率降低，近日點的估計星等預測為3.5等。 哈雷彗星在相同近日點星等為−1.0等。 同一項研究得出結論泛星彗星非常年輕，屬於“嬰兒彗星”（即光度年齡小於4個彗星年）。
當泛星彗星到達近日點時，跟據全球各地的觀察員估計實際峰值幅度約為1等。 然而，因為彗星的高度較低使這些估計困難並受到很大的不確定性影響，因為該地區缺乏合適的參考星，又需要進行大氣消光校正。2013年3月中旬，由於黃昏的亮度和天空的低海拔，泛星彗星在日落後約 40分鐘內在雙筒望遠鏡中觀測效果最佳。3月17 日至18日，泛星彗星靠近2.8等恆星壁宿一。 4月22日，泛星彗星靠近仙后座王良一。5月12 日至14 日，泛星彗星位於仙王座附近。
泛星彗星可能是来源于奥尔特云，离开太阳系的行星地带后，它将继续估计约为110000年的公转周期。

## 相片集

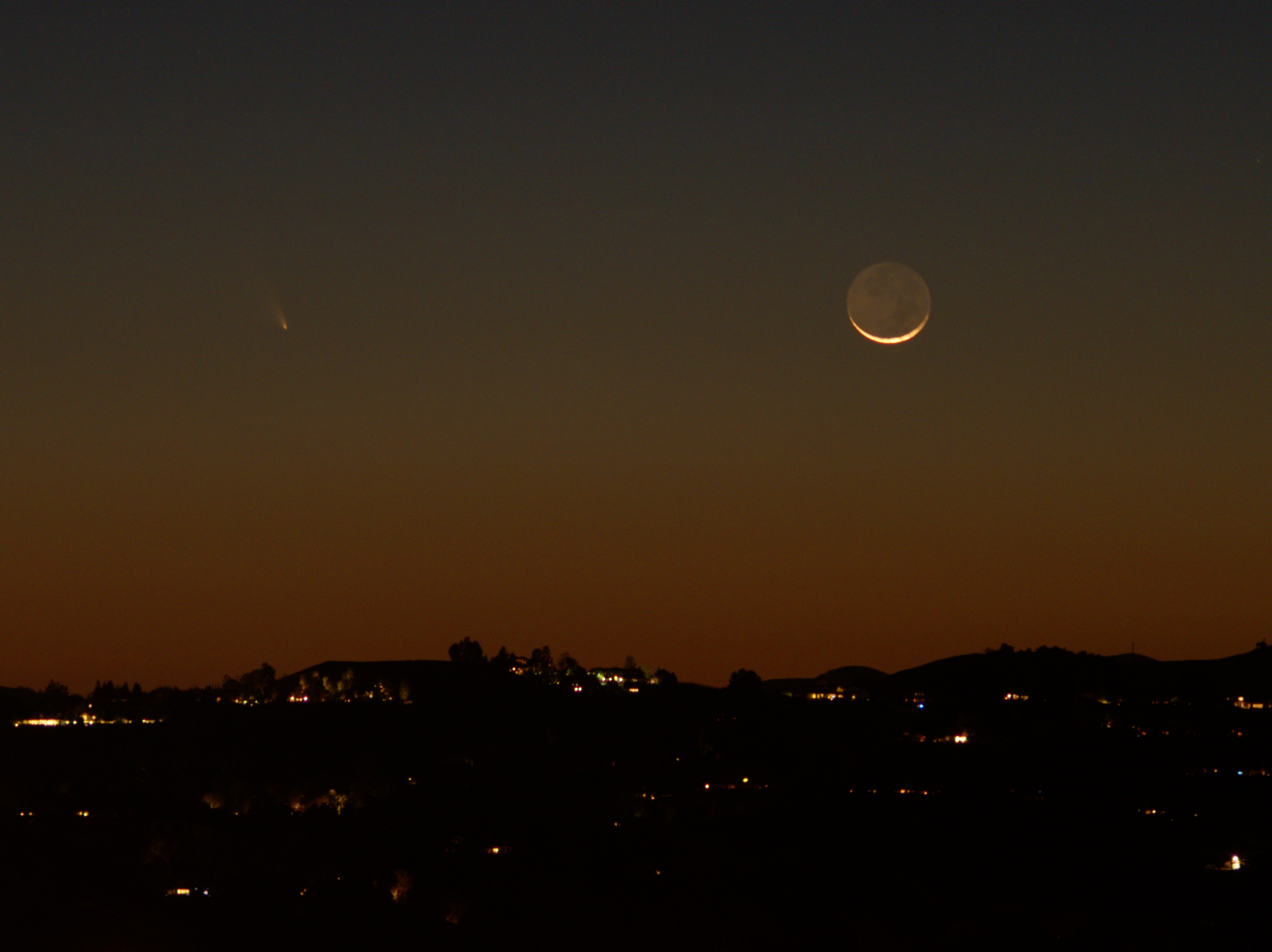
2013年3月12日攝於美國洛杉磯
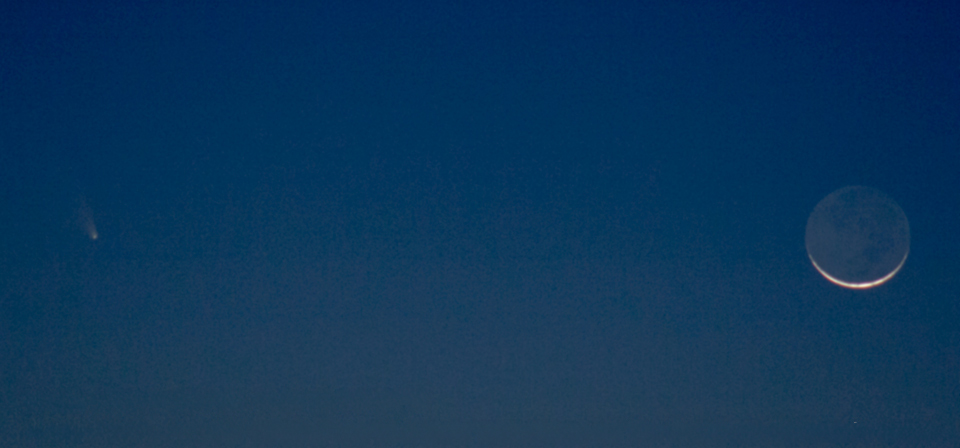
2013年3月12日攝於墨西哥下加利福尼亞州近海，一蛾蝞月位於其右方
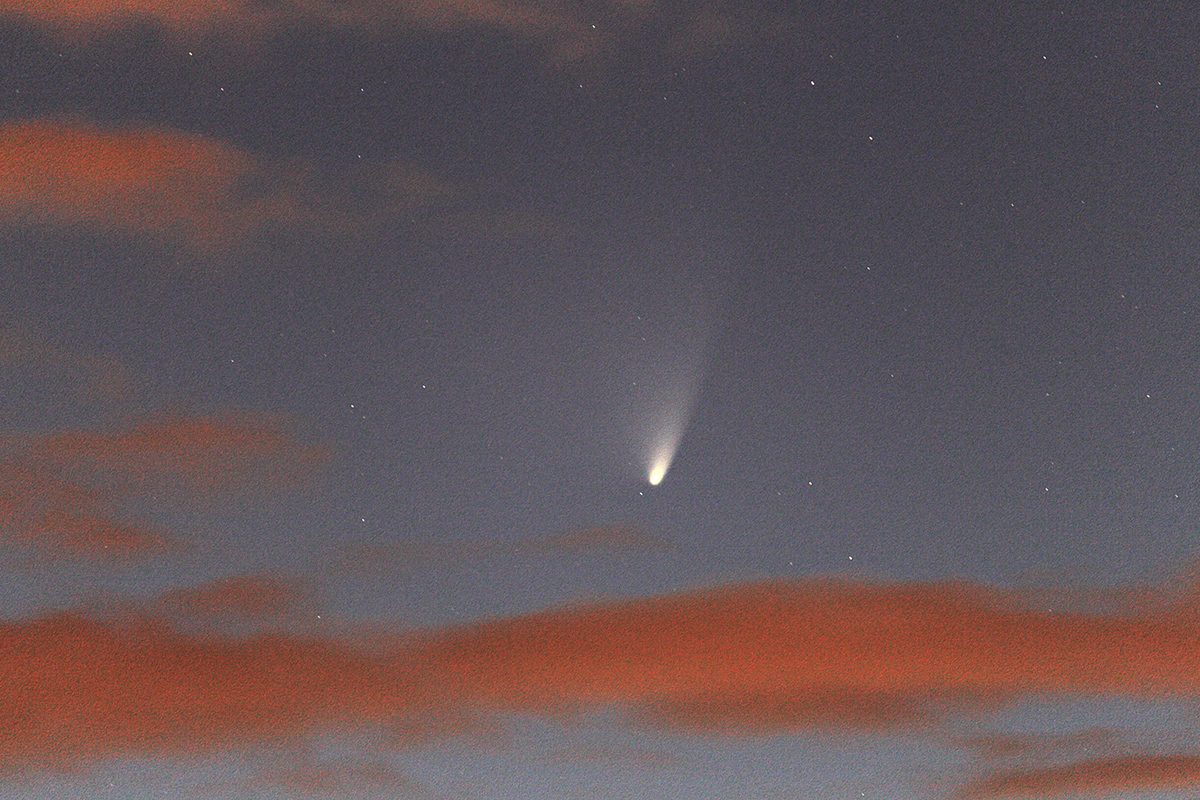
2013年3月22日攝於西班牙馬德里
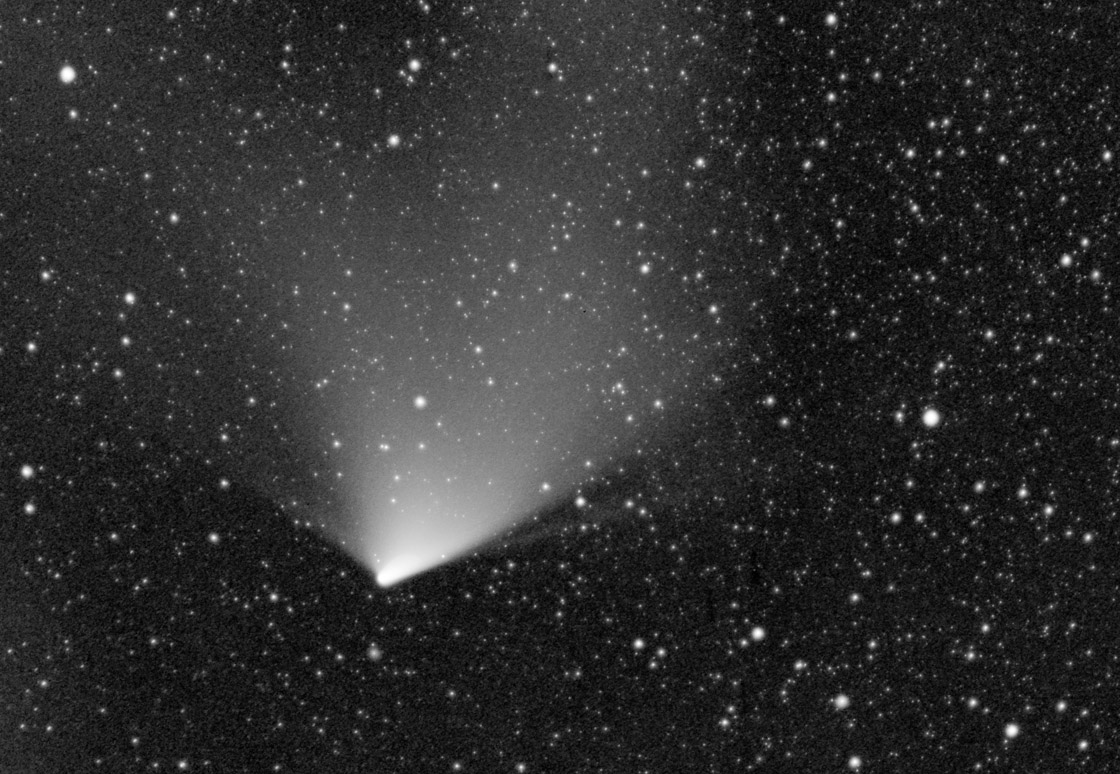
帶有扇形彗尾的泛星彗星，攝於俄羅斯特設天體物理台
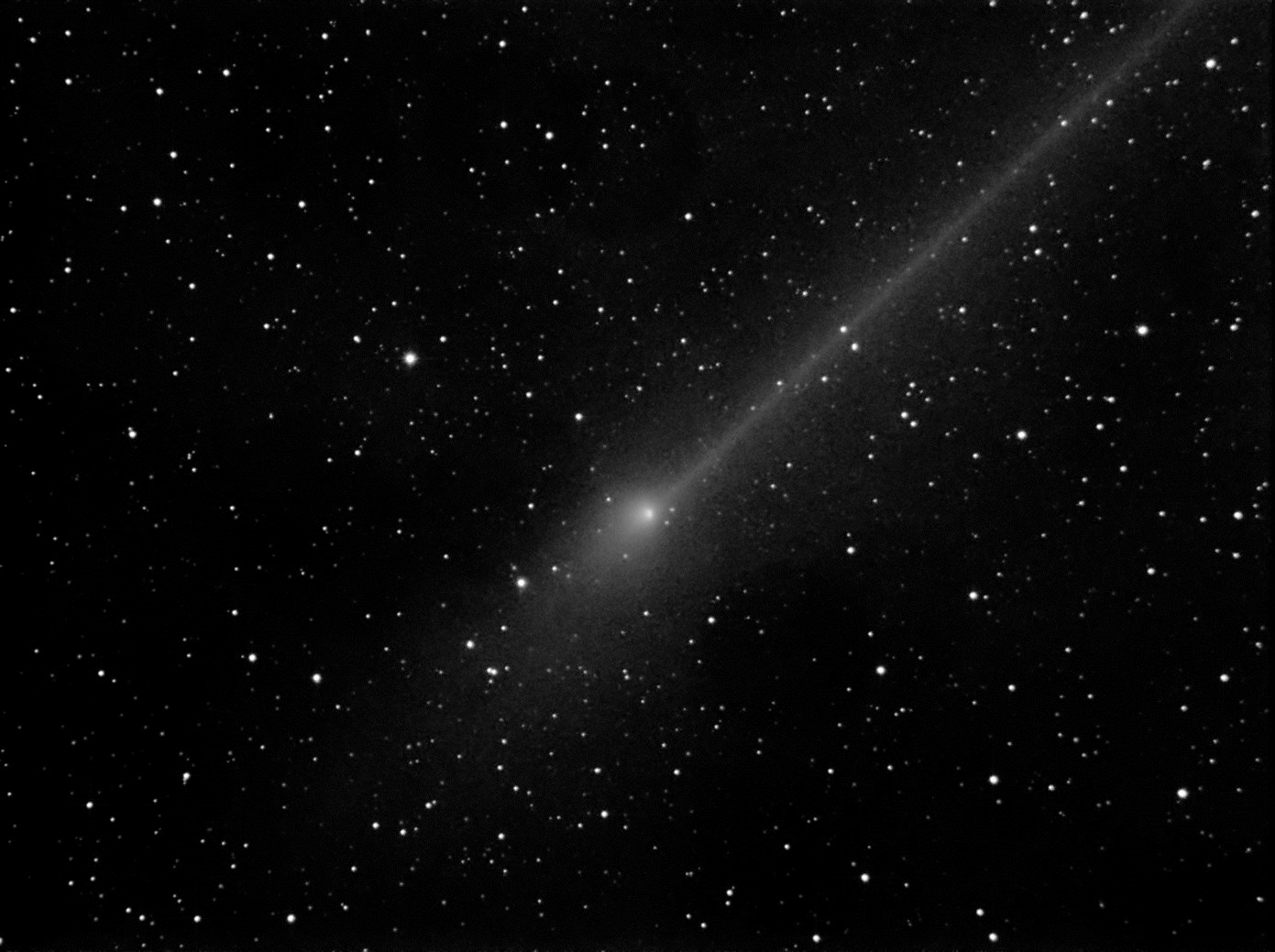
2013年5月26日攝於英格蘭錫德茅斯的諾曼洛克耶天文台（英语：Norman Lockyer Observatory）